# Nana-Benz
Unter dem Namen Nana-Benz, Die Mütter mit dem Benz, wurde ab den 1980er Jahren eine Gruppe togolesischer Frauen bekannt, die als Händlerinnen bedruckter Stoffe so erfolgreich wurden, dass sie "ihr Land zur Drehscheibe des Textilhandels in Westafrika machten". Ihren daraus erwachsenden wirtschaftlichen, gesellschaftlichen und politischen Status symbolisierten sie u. a. mit der Anschaffung luxuriöser Fahrzeuge, vornehmlich der Marke Mercedes-Benz. Sie gelten als die ersten weiblichen Millionäre des afrikanischen Kontinents. Bis heute werden die Fahrzeuge von den Müttern an ihre Töchter vererbt. 